# Gaston (Oregon)
Pour les articles homonymes, voir Gaston.
Gaston est une municipalité américaine située dans le comté de Washington en Oregon.
Lors du recensement de 2010, sa population est de 637 habitants. La municipalité s'étend sur 0,28 mille carré (0,7 km2).
La localité est fondée par Joseph Gaston, président de l'Oregon Central Railroad, qui y possédait une ferme. Gaston devient une municipalité le 7 décembre 1911.